# Paddy Kenny
Patrick Joseph ("Paddy") Kenny (Halifax, 17 mei 1978) is een Ierse doelman in het betaald voetbal. Hij verruilde in de zomer van 2012 Queens Park Rangers voor Leeds United.

## Clubcarrière
Kenny's voetbalcarrière begon bij Bradford Park Avenue. In augustus 1998 maakte hij de overstap naar Bury FC. Om ervaring op te doen voor het eerste, werd hij in 1999 uitgeleend aan Whitby Town. Na zijn terugkeer werd hij eerste doelman. Na 145 wedstrijden voor Bury, maakte Kenny de overstap naar Sheffield United.
In eerste instantie werd Kenny gehuurd van Bury om de blessure van Simon Tracey op te vangen. Trainer Neil Warnock trok hem in de zomer van 2002 definitief aan. Kenny voetbalde acht jaar voor Sheffield, waaronder één jaar in de Premier League. Hij werd in 2009 voor negen maanden geschorst naar aanleiding van het gebruik van efedrine. Hij kreeg niet de maximale straf van twee jaar, omdat de bond meende dat Kenny Efedrine niet had gebruikt om zijn sportprestatie te bevorderen. Kenny knokte zich daarna terug in het eerste elftal.
In de zomer van 2010 maakte Kenny de overstap van Sheffield United naar Queens Park Rangers, waar hij herenigd werd met trainer Warnock. De Ierse doelman werd eerste keus onder de lat, voor Radek Cerny. Kenny debuteerde voor de club tegen Barnsley FC en hield daarbij de nul. Aan het eind van het seizoen promoveerde hij met zijn ploeggenoten naar de Premier League. Ook was Kenny tijdens het seizoen 2011/12 de onbetwistbare sluitpost van QPR in de Premier League, maar moest toch de club in de zomer verlaten en maakte de overstap naar Leeds United.

## Interlandcarrière
Kenny werd geboren in Engeland, maar zijn beide ouders zijn Iers. In 2004 werd hij voor het eerst opgeroepen door bondscoach Brian Kerr. Hij debuteerde als international op 31 maart 2004 in de vriendschappelijke wedstrijd tegen Tsjechië. In 2007 gaf hij na zeven interlands te kennen niet meer uit te komen voor het nationale elftal in verband met persoonlijke problemen, maar hij kwam in 2008 terug op dat besluit. Hij was inmiddels voorbijgestreefd als eerste keus in het nationale team door Shay Given.
| Interlands van Paddy Kenny voor Ierland | Interlands van Paddy Kenny voor Ierland | Interlands van Paddy Kenny voor Ierland | Interlands van Paddy Kenny voor Ierland | Interlands van Paddy Kenny voor Ierland | Interlands van Paddy Kenny voor Ierland |
| №                                       | Datum                                   | Wedstrijd                               | Uitslag                                 | Competitie                              | Goals                                   |
| Als speler van Sheffield United         | Als speler van Sheffield United         | Als speler van Sheffield United         | Als speler van Sheffield United         | Als speler van Sheffield United         | Als speler van Sheffield United         |
| --------------------------------------- | --------------------------------------- | --------------------------------------- | --------------------------------------- | --------------------------------------- | --------------------------------------- |
| 1                                       | 31.03.2004                              | Ierland – Tsjechië                      | 2 – 1                                   | Vriendschappelijk                       | 0                                       |
| 2                                       | 02.06.2004                              | Ierland – Jamaica                       | 1 – 0                                   | Vriendschappelijk                       | 0                                       |
| 3                                       | 18.08.2004                              | Ierland – Bulgarije                     | 1 – 1                                   | Vriendschappelijk                       | 0                                       |
| 4                                       | 16.11.2004                              | Ierland – Kroatië                       | 1 – 0                                   | Vriendschappelijk                       | 0                                       |
| 5                                       | 29.03.2005                              | Ierland – China                         | 1 – 0                                   | Vriendschappelijk                       | 0                                       |
| 6                                       | 16.08.2006                              | Ierland – Nederland                     | 0 – 4                                   | Vriendschappelijk                       | 0                                       |
| 7                                       | 07.10.2006                              | Cyprus – Ierland                        | 2 – 1                                   | EK-kwalificatie                         | 0                                       |

## Erelijst
Sheffield United
- Football League Championship: 2005/06

 Queen Park Rangers
- Football League Championship: 2010/11